# Seo-gu, Busan
Seo-gu hoặc Khu Tây là một khu trực thuộc thành phố Busan, Hàn Quốc. Khu này có diện tích 13,67 km² với dân số khoảng 140.000 người (thống kê 2006).